# 商丘银行
商丘银行（Bank of ShangQiu）总部位于中国河南省商丘市，成立于2009年12月，前身为商丘市商业银行，2012年6月14日经中国银监会批准更名为商丘银行，总行位于河南省商丘市商字广场东北角，设有28家城区支行、一个营业部和七家县域支行。2014年12月26日商丘银行并入新成立的中原银行中，更名为中原银行商丘分行。 

## 简介
商丘银行官方网站数据显示，截至2013年底，商丘银行资产总额为170亿元，各项存款余额为149.5亿元，各项贷款余额为82亿元。

## 并入中原银行
2014年12月26日开封、安阳、鹤壁、新乡、濮阳、许昌、漯河、三门峡、南阳、商丘、信阳、周口、驻马店等13家河南省市立商业银行以新设合并方式成立中原银行，原各地商业银行更名为中原银行。

## 主要股东
截至2010年。
| 股东名称                       | 性质         | 持股比例   |
| ------------------------------ | ------------ | ---------- |
| 商丘市财政局                   | 国家机关     | 17.806268% |
| 永城煤电控股集团有限公司       | 有限责任公司 | 17.806268% |
| 河南神火集团有限公司           | 有限责任公司 | 17.806268% |
| 商丘市发展投资有限公司         | 有限责任公司 | 12.464388% |
| 河南江华工量具有限公司         | 有限责任公司 | 4.843305%  |
| 商丘市工会委员会               | 社团组织     | 4.137529%  |
| 永城市金财投资发展有限公司     | 有限责任公司 | 3.561254%  |
| 河南科迪生物工程股份有限公司   | 股份有限公司 | 3.561254%  |
| 商丘市中原腾达物资贸易有限公司 | 有限责任公司 | 3.561254%  |
| 虞城县建波量具有限公司         | 有限公司     | 3.354053%  |

## 荣誉
先后荣获以下荣誉：
- 中国银行业文明规范服务示范单位
- 国家级巾帼文明岗
- 全国工人先锋号
- 河南省银行业文明规范服务示范单位
- 支持地方经济发展先进金融单位
- 河南省十佳科技型最具成长力企业